# 霧島 (戦艦)
霧島（きりしま）は、日本海軍の軍艦。建造時は巡洋戦艦。後に戦艦に艦種が変更された。金剛型の4番艦。

## 艦名
艦名は、宮崎県と鹿児島県の県境に広がる霧島山にちなんで命名された。艦内神社は霧島神宮からの分祀。日本海軍の命名慣例については日本艦船の命名慣例を参照のこと。なお、名称は、海上自衛隊のこんごう型護衛艦の2番艦きりしまに受け継がれている。
川崎造船所で建造された3番艦榛名と並び民間造船所で建造された初の国産戦艦である。
1番艦金剛はイギリスのヴィッカース社で、2番艦比叡は横須賀海軍工廠でそれぞれ建造された。

## 艦歴

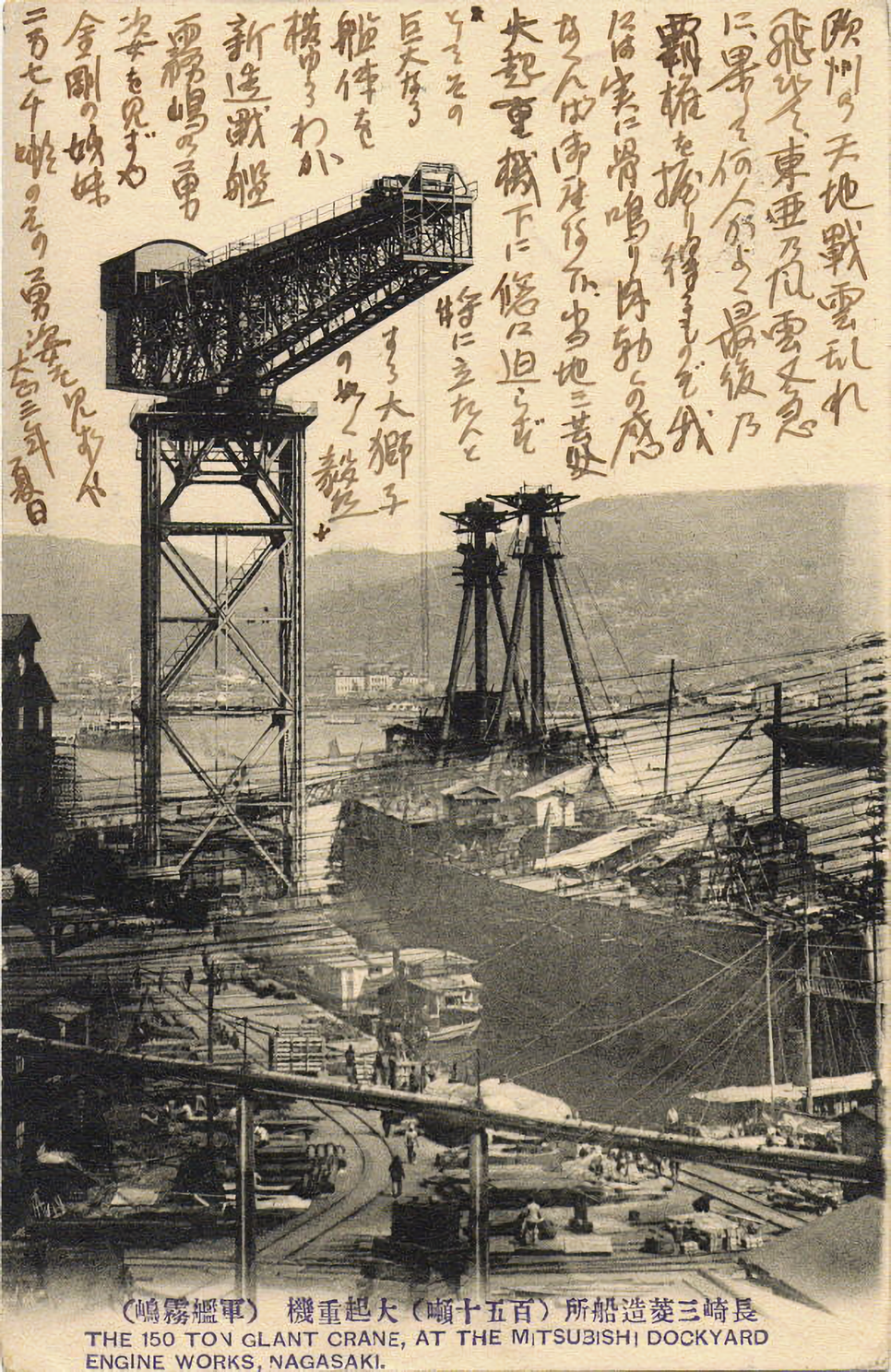
三菱造船所（長崎）で建造中の巡洋戦艦　霧島の絵葉書（1914年8月9日消印）

1912年（明治45年）3月17日、巡洋戦艦として前日に起工した榛名と一日遅れ三菱合資会社三菱造船所（現・三菱重工長崎造船所）で起工。1913年（大正2年）12月1日進水、1915年（大正4年）4月19日、佐世保鎮守府所属として就役した。金剛型3番艦榛名の進水は霧島より遅く12月14日だが、竣工は霧島と同日の4月19日であり、戦艦史では異例な姉妹艦であった。
1930年（昭和5年）に第一次近代化改装を行う。同年10月26日、神戸沖で実施された特別大演習観艦式において霧島は昭和天皇が乗艦する御召艦に指定され、先導艦足柄、供奉艦妙高、那智、羽黒と共に観艦式の主役を務めた。同年11月、昭和天皇は岡山県で開かれた陸軍特別大演習に参加。同月19日、宇野港にて霧島に乗艦して帰路につき、同月21日横須賀軍港に到着した。その後、1936年に第二次近代化改装を受けている。全幅の拡大は水平防御と水中防御に置ける装甲の増設及び魚雷に対する防御の一環でバルジが装着された為で、第一次近代化改装によって機関出力は向上しているものの速力は逆に低下した。しかし、第二次改装により装甲防御並びに機関の換装により改装前の倍近くの136000馬力へと強化され、約30ノットの高速を発揮する高速戦艦として生まれ変わった。
1937年8月21日、霧島は伊1、伊2、伊3、伊4、伊5、伊6、戦艦長門、陸奥、榛名、軽巡洋艦五十鈴と共に多度津港を出港し、長江河口沿岸で23日まで作戦行動を行った。

### 太平洋戦争
1941年（昭和16年）太平洋戦争開戦時、比叡と共に第三戦隊第一小隊を編成、その高速力から南雲機動部隊（後に第三艦隊）の随伴護衛艦として真珠湾攻撃・セイロン沖海戦・ミッドウェー海戦
　
・第二次ソロモン海戦・南太平洋海戦の各海戦に参加し、活躍した。7月14日、艦隊の再編にともない比叡、霧島は第三戦隊から第十一戦隊に編入された。

#### 第三次ソロモン海戦
1942年11月上旬、山本五十六連合艦隊司令長官はガダルカナル島のヘンダーソン飛行場に対する艦砲射撃とガ島上陸作戦を企図した。第十一戦隊（比叡、霧島）を中核とする挺身艦隊（司令官阿部弘毅中将）が編成されてガ島方面に進出し、霧島等は迎撃する米艦隊と交戦した。

##### 第一夜戦
11月12-13日、挺身艦隊とダニエル・J・キャラハン少将・ノーマン・スコット少将指揮下の米艦隊との間で夜間戦闘が発生した。戦闘直前、挺身艦隊は長良、比叡（旗艦)、霧島の縦陣を中心に、旗艦右舷側に第6駆逐隊（暁、雷、電）が航行し、旗艦左舷側に第十六駆逐隊（天津風、雪風）・第六十一駆逐隊（照月）が航行して団子状となっており、旗艦右前方に第二駆逐隊第二小隊（夕立、春雨）が先行し、旗艦右後方に第四水雷戦隊朝雲・第二駆逐隊第一小隊（村雨、五月雨）が航行していた。夕立の米艦隊発見報告から間もなく戦闘が始まり、比叡、暁が探照灯を照射した。混戦の中、比叡、霧島は他艦と共同して重巡洋艦サンフランシスコ (USS San Francisco, CA-38)と軽巡洋艦アトランタ(USS Atlanta, CL-51)を撃破した。だが、探照灯を使用した比叡は集中攻撃を受けサボ島周辺にて大破し、操舵不能状態となってしまった。
夜戦の混乱下で霧島は何本かの魚雷を回避し、米艦に対し砲撃しつつ、比叡と分離して北方に退避した。その後、危機に陥った比叡を曳航すべく、霧島は南下を開始した。当初朝雲が霧島に同行し、続いて霧島に合流した天津風は損傷のため長良と共に分離して北上した。ところが、霧島は米潜水艦の雷撃を受け魚雷1本が命中した。幸いにも不発であったが、前進部隊発令により救援を中止して北上した。15時25分、春雨も合同。曳航の見込みがなくなり、応急修理にも失敗し、アメリカ軍機の空襲を受け損傷の進んだ比叡は放棄され、13日夕刻に沈没した。金剛型戦艦初めての喪失艦であり、また太平洋戦争における日本軍初の喪失戦艦となった。

##### 艦隊の再編
第十一戦隊によるヘンダーソン飛行場砲撃が失敗したことで、山本五十六連合艦隊司令長官は外南洋部隊にガ島飛行場制圧射撃を下令し、同部隊は第7戦隊（司令官西村祥治少将：鈴谷、摩耶）を基幹とする支援部隊（第七戦隊、天龍、夕張、巻雲、風雲）に飛行場砲撃任務を与えた。支援隊および主隊（第八艦隊：鳥海、衣笠、五十鈴、朝潮）は13日午前中にショートランド泊地を出撃するとガダルカナル島へ向かい、13日深夜に鈴谷、摩耶による飛行場砲撃を成功させた。しかし飛行場の損害は限定的であり、14日午前6時以降同飛行場を発進したアメリカ軍機の空襲により、衣笠が艦橋前部に直撃弾を受け、至近弾と魚雷命中などによって機関と舵が故障し、0922(午前9時22分)に沈没し、鳥海、摩耶、五十鈴もそれぞれ損傷被害を受けた。また14日夜の揚陸命令を受けていた増援部隊（司令官田中頼三少将、第二水雷戦隊/田中少将兼務：早霜・親潮・陽炎・海風・涼風・高波・巻波・天霧・望月、および輸送船11隻）もアメリカ軍機の波状攻撃を受けて輸送船6隻が沈没し、1隻が被弾後退する被害を受けた。低速の輸送船がガダルカナル島へ到着し物資を揚陸するにはアメリカ軍飛行場の機能を破壊ことが必要であり、連合艦隊は既に14日8時30分の時点で以下の兵力部署を発令していた。
○射撃隊（前進部隊指揮官直率）司令官：近藤信竹中将（第二艦隊司令長官）　旗艦愛宕
- 第四戦隊（重巡洋艦：愛宕、高雄）
- 第十一戦隊（戦艦：霧島）
- 第十戦隊（軽巡洋艦：長良/第四戦隊直衛）
  - 駆逐艦：（電、五月雨)[31]

○直衛（第四水雷戦隊司令官）
- 第四水雷戦隊（旗艦/駆逐艦：朝雲)[32]
- 第十一駆逐隊（白雲、初雪）
- 第六十一駆逐隊(駆逐艦：照月/霧島後方警戒)

○掃討隊（第三水雷戦隊司令官）
- 第三水雷戦隊(軽巡洋艦：川内/前路掃討)
  - 第十九駆逐隊(駆逐艦：浦波、敷波、綾波)

一方、アメリカ軍は南太平洋部隊指揮官ウィリアム・ハルゼー中将のもと、第16任務部隊/司令官トーマス・C・キンケイド少将指揮下の空母エンタープライズ、戦艦ワシントン (USS Washington, BB-56)、サウスダコタ(USS South Dakota, BB-57) を戦場に投入していた。ガダルカナル島への増援を諦めない日本軍に対し、ハルゼー中将は艦隊を分離しウィリス・A・リー少将が率いる第64任務部隊に水上戦闘による日本艦隊撃退と飛行場防衛を命じた。第64任務部隊の主戦力は、大和型戦艦と同時期に建造された新鋭ノースカロライナ級戦艦のワシントン、サウスダコタ級戦艦のサウスダコタおよび2隻が搭載する計18門の40cm砲であった。艦隊決戦に向けて、米艦隊の将兵の士気は非常に高かった。一方、アメリカ軍が戦艦2隻をガ島へ投入しつつある事は日本軍も察知しており、宇垣纏連合艦隊参謀長は手記戦藻録の中で『サボ島の西十五浬駆逐艦四、大巡又は戦艦二針路七〇度の電あり。彼も我攻撃隊の南下を認め戦艦を進入せしめたるか、戦艦對戦艦の夜戦蓋し本夜を以て嚆矢とす』と著した。ただし近藤前進部隊指揮官は14日15時35分に「（一）.今夜敵巡洋艦駆逐艦各数隻、サボ島附近に出現の算大なり　（二）.右の場合は一時陸上砲撃を中止し、敵を撃滅したる後再興の予定」と下令し、索敵機の報告もそれを裏付けるものであったため、敵主力艦隊はガダルカナル島海域に出現しない、と評価していた。

##### 第二夜戦

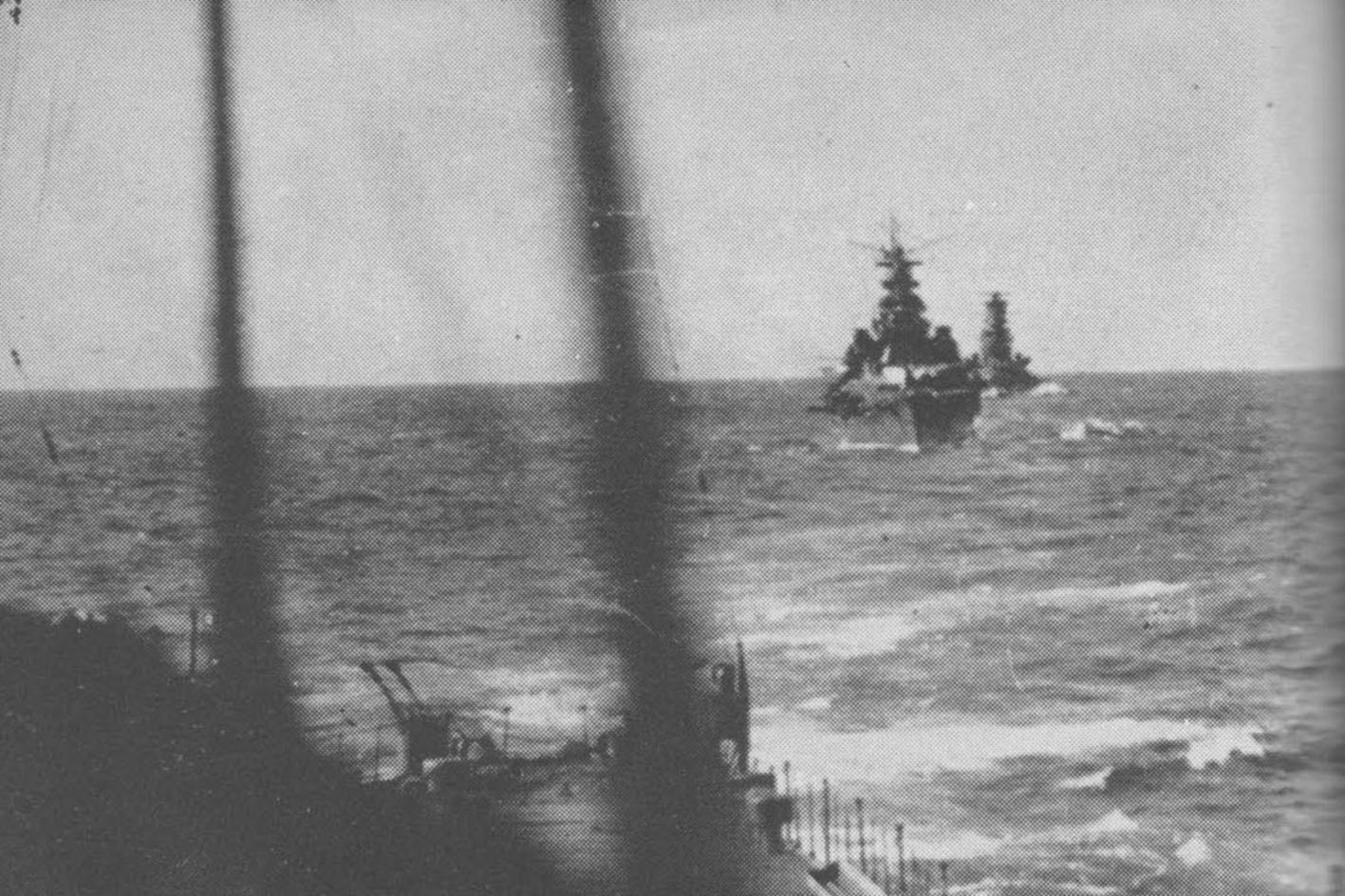
1942年11月14日、近藤部隊と合流して再度ガダルカナル島に向かう霧島(奥)、手前は高雄で、撮影は愛宕甲板上

11月14日深夜、ガダルカナル島～サボ島海域（通称アイアンボトム・サウンド（鉄底海峡））にて、旗艦愛宕以下日本海軍前進部隊はアメリカ軍第64任務部隊と交戦した。海戦序盤の水雷戦で前進部隊は駆逐艦綾波を喪失し、第64任務部隊は4隻の駆逐艦全隻が戦闘不能となった。この頃、サウスダコタは機関部で起きた漏電により大規模な停電が発生したが、3分後に復旧した。この時、旗艦のワシントンは米駆逐艦の残骸を回避するため左に転舵したが、サウスダコタは右に転舵し、針路を西に戻した時には「ワシントン」の右後方1.7kmを航行することになった。分離した2隻の米戦艦に対し、まず第三水雷戦隊川内、浦波、敷波がサウスダコタを砲撃し、再び停電を発生させた。だが魚雷攻撃による決定的打撃を与えられぬまま、近藤中将の命令により3水戦は綾波救援用の浦波を残してサボ島東南東方面の海域掃討に向かった。
続いて愛宕、高雄、霧島がサウスダコタ、ワシントンと交戦した。当初照月、朝雲は霧島の後方を航行していたが、反転により日本艦隊射撃部隊は朝雲、照月、愛宕（旗艦）、高雄、霧島という単縦陣となっていた。近藤中将は米艦隊が敗走したと錯覚しており、霧島の主砲塔にはヘンダーソン飛行場攻撃用の三式弾が準備されていた。対艦戦闘用の徹甲弾に変更する時間的猶予がなく、そのまま三式弾で砲撃を開始。10時1分、愛宕、霧島は探照灯を照射して6000ｍ先に新型戦艦（サウスダコタ）を発見した。サウスダコタはすでに前進部隊水雷戦隊との交戦で損傷を受けており、レーダーで4.8km先に近藤艦隊を発見した時には照射攻撃を受けていた。リー提督から「大丈夫か？」との質問にサウスダコタのギャッチ艦長は「全て上手くいっているようだ」と返信したものの、多数の命中弾を受けたサウスダコタはレーダー機能と通信設備および第三砲塔使用不能という被害を受けて戦場から離脱した。なお多数発射された酸素魚雷（一例として愛宕19本、朝雲4本、他水雷戦隊各艦多数発射）は、日本艦隊側は命中と誤認したものの、これらは米駆逐艦の残骸に命中したり、あるいは波に叩かれて自爆するなどして1本も命中していなかった。
愛宕以下の日本艦隊の攻撃が、探照灯に照射された手前のサウスダコタに集中していた為、サウスダコタから離れてガ島側を航行していたワシントンは、日本艦隊からの攻撃を受けていなかった。そのワシントンでもレーダーでとらえていた大型の目標がサウスダコタなのか日本戦艦（霧島）なのか判別できなかったが、探照灯により目標を識別し、16インチ砲9門による砲撃を開始した。さらに米戦艦の発射した照明弾により日本艦隊は完全に姿を露呈させられた。霧島はわずか7分間に16インチ砲9発の命中弾を受けたとされる。霧島戦闘詳報によれば、6発以上の被弾により前部電信室全滅、三番四番砲塔作動不能、舵機故障と被害が累加していった。22時8分の時点で、霧島は米戦艦を追撃する愛宕、高雄の艦隊運動に続行できず落伍していた。その後火災は鎮火し、機械室や罐室も無事であったが舵取機室が満水となり面舵10度で固定、右舷に傾斜して直進不能となる。愛宕、高雄は戦場を迷走する霧島を残してワシントンとの戦闘を続け、その後日米双方とも戦場を避退した。朝雲、照月が霧島の護衛として残置されていた。
戦場に残された霧島の艦内では、蒸気パイプが破損して噴出した高圧蒸気によって機関科員の殆どが戦死した。再び火災が発生して弾薬庫誘爆の危機に陥ったため、注水作業を行った。右舷に傾斜したため水平に戻すべく左舷に注水したところ、逆に一気に左に傾いてしまったという証言もある。潜水夫による海中からの作業も失敗し、軽巡洋艦長良による曳航も不可能と判断された。23時50分、右に傾斜しつつあった霧島は朝雲に救援を依頼し、さらに『艦内大破操舵不能』『微速位出る見込み』と伝達した。これを受けて朝雲は霧島の状況と、艦尾魚雷命中による浸水（ワシントンの40cm砲弾と思われる）を報告した。霧島の状況は悪化する一方であり、00時42分、岩淵三次艦長は総員退去を決定した。軍艦旗降下の後、霧島乗組員は接舷した駆逐艦「朝雲」に移乗を開始した。午前1時、五月雨が到着した。処分命令が出たため五月雨が砲撃しようとしたところ、霧島は急激に左傾斜を増した。11月15日午前1時23分、サボ島西方（265度）11浬の地点で霧島は左舷後部から転覆して沈没した。朝雲、照月、五月雨はしばらく沈没海域に留まって救助を行った。2時30分、救助を終え北方へ避退を開始。岩淵艦長を含む生存者准士官以上69名、下士官兵1031名を救助した。
この海戦により、田中増援部隊指揮官はアメリカ艦隊が撤退した空隙を突いて、輸送船4隻をガダルカナル島のタサファロンガの砂浜に座礁させ、かろうじて兵員の上陸を成功させた。しかし軍需物資を揚陸する前に米軍機の空襲がはじまり、爆撃により大部分は喪失した。宇垣連合艦隊参謀長は「夜嵐に黄菊の折れや枝六つ（比叡、霧島、衣笠、夕立、暁、綾波の亡失を悼む）」「嵐あと流るゝ星の影淡し（戦艦二隻を逸せるが如し）」と著作に記した。前日の比叡の喪失に続く霧島の沈没は日本海軍にとっても衝撃は大きく、以降の海戦での戦艦投入に慎重になった事で、太平洋戦争後期には戦艦を有効戦力として活かす機会に遂に恵まれなかった。なお大本営発表では戦艦1隻（比叡艦名は公表せず）沈没・戦艦1隻大破であり、霧島の喪失は伏せられてしまった。同年12月20日除籍。また同日をもって第十一戦隊も除籍された。

### 戦後の海底調査
1992年（平成4年）夏、海洋考古学者ロバート・バラードの調査チームは、アイアンボトム・サウンド（鉄底海峡）に沈む霧島を発見した。沈没地点の水深は900メートル。記録された地点から1.5kmほど西方に、完全に転覆した状態で着底している。艦首部（前部上部構造物附近まで）と艦尾先端は喪失して、右舷外側のスクリューには錨が巻きついている。調査チームは、霧島の艦橋や上部構造物が錘となって転覆したまま沈んだか、沈下中に弾薬庫が爆発した結果姿勢が回復しなかったと推定した。

## 主要目一覧
| 主要目     | 新造時計画 （1915年）                                   | 1次改装後 （1930年）                                         | 2次改装後 （1938年）                                                                                                  |
| ---------- | ------------------------------------------------------- | ------------------------------------------------------------ | --- |
| 排水量     | 常備：27,500t                                           | 基準：29,320t 常備：30,660t                                  | 基準：31,980t 公試：36,668t 満載：39,141t                                                                             |
| 全長       | 214.6m                                                  | 214.6m                                                       | 222.65m |
| 全幅       | 28.04m                                                  | 30.9m                                                        | 31.01m |
| 吃水       | 8.38m (常備)                                            | 8.41m (常備)                                                 | 9.72m (常備) |
| 主缶       | ヤーロー式混焼缶36基                                    | ロ号艦本式専焼缶大型6基 同小型4基                            | ロ号艦本式缶8基 |
| 主機       | パーソンズ式直結タービン2基4軸                          | パーソンズ式直結タービン2基4軸                               | 艦本式タービン4基4軸                                                                                                  |
| 軸馬力     | 64,000shp                                               | 75,600shp                                                    | 136,000shp |
| 速力       | 27.5ノット                                              | 25ノット                                                     | 29.8ノット |
| 航続距離   | 8,000海里/14ノット                                      | 9,500海里/14ノット                                           | 9,850海里/18ノット |
| 燃料       | 石炭：4,000t 重油：1,000t                               | 重油：5,100t                                                 | 重油：6,403t |
| 乗員       | 1,221名                                                 | 1,065名                                                      | 1,303名 |
| 主砲       | 四一式35.6cm連装砲4基                                   | 四一式35.6cm連装砲4基                                        | 四一式35.6cm連装砲4基                                                                                                 |
| 副砲       | 四一式15.2cm単装砲16門                                  | 四一式15.2cm単装砲16門                                       | 同14門 |
| 高角砲     | なし                                                    | 8cm砲4門                                                     | 12.7cm連装砲4基 |
| 機銃       | なし                                                    | 7.7mm機銃3挺                                                 | 25mm連装10基 |
| 魚雷       | 53cm水中発射管8本                                       | 同4本                                                        | なし |
| その他兵装 | 短8cm砲4門 朱式6.5mm機銃3挺                             |                                                              | |
| 装甲       | 水線203mm 甲板19mm 主砲天蓋75mm 同前盾250mm 副砲廓152mm | 水線203mm 甲板19mm※※ 主砲天蓋152mm 同前盾250mm? 副砲廓152mm? | |
| 搭載機     | なし                                                    | 1機?                                                         | 定数(-1942年6月25日):九五式水偵3機 定数(1942年6月25日-):零式観測機11型(または九五式水偵)2機 零式水偵11型1機 射出機1基 |

※ 空白は不明。

※※ 水平防御に缶室64mm、機械室83-89mm、弾薬庫102-114mm、舵取室76mmなど追加。

### 海上公試成績
| 状態      | 排水量  | 出力       | 速力    | 実施日                    | 実施場所   | 備考 |
| --------- | ------- | ---------- | ------- | ------------------------- | ---------- | ---- |
| 竣工時    | 27,499t | 79,679shp  | 27.54kt | 1915年（大正4年）1月19日  | 甑島標柱間 |      |
| 2次改装後 | 36,897t | 136,940shp | 29.8kt  | 1936年（昭和11年）4月27日 |            |      |

## 歴代艦長
※『艦長たちの軍艦史』16-18頁、『日本海軍史』第9巻・第10巻の「将官履歴」及び『官報』に基づく。

1. 釜屋六郎 大佐：1914年12月15日 - 1915年12月13日 ＊兼海軍艦政本部艤装員（ - 1915年4月19日[79]）
2. 志摩猛 大佐：1915年12月13日 - 1916年12月1日
3. 松村純一 大佐：1916年12月1日 - 1917年7月16日
4. 中村正奇 大佐：1917年7月16日 - 1917年12月1日
5. 三村錦三郎 大佐：1917年12月1日 - 1918年11月10日
6. 勝木源次郎 大佐：1918年11月10日 - 1919年11月20日
7. 横尾尚 大佐：1919年11月20日 - 1920年1月8日
8. 安村介一 大佐：1920年1月8日 - 1921年12月1日
9. 寺岡平吾 大佐：1921年12月1日 - 1922年12月1日
10. 安東昌喬 大佐：1922年12月1日 - 1923年11月6日
11. 坂元貞二 大佐：1923年11月6日 - 1924年12月1日
12. 藤田尚徳 大佐：1924年12月1日[80] - 1925年10月20日
13. 加藤隆義 大佐：1925年10月20日 - 1926年12月1日
14. 本宿直次郎 大佐：1926年12月1日 - 1927年12月1日
15. 岩村兼言 大佐：1927年12月1日 - 1928年3月10日
16. 古川良一 大佐：1928年3月10日 - 1928年12月10日
17. 井上肇治 大佐：1928年12月10日 - 1929年2月8日
18. 広田穣 大佐：1929年2月8日 - 1929年11月1日
19. 藤沢宅雄 大佐：1929年11月1日 - 1930年12月1日
20. 菊野茂 大佐：1930年12月1日 - 1931年12月1日
21. 宇野積蔵 大佐：1931年12月1日 - 1932年12月1日
22. 北岡春雄 大佐：1932年12月1日 - 1933年11月15日
23. 高橋伊望 大佐：1933年11月15日 - 1934年11月15日
24. 丹下薫二 大佐：1934年11月15日 - 1935年11月15日
25. 三川軍一 大佐：1935年11月15日 - 1936年12月1日
26. 牧田覚三郎 大佐：1936年12月1日 - 1937年12月1日
27. 金沢正夫 大佐：1937年12月1日 - 1938年11月15日
28. 多田武雄 大佐：1938年11月15日 - 1939年11月15日
29. （兼）久保九次 大佐：1939年11月15日 - 1939年12月27日
30. 友成佐市郎 大佐：1939年12月27日 - 1940年10月19日
31. 白石万隆 大佐：1940年10月19日 - 1941年8月15日[注 2]
32. 山口次平 大佐：1941年8月15日 - 1942年4月20日
33. 岩淵三次 大佐：1942年4月20日 - 1942年11月22日

## 関連項目

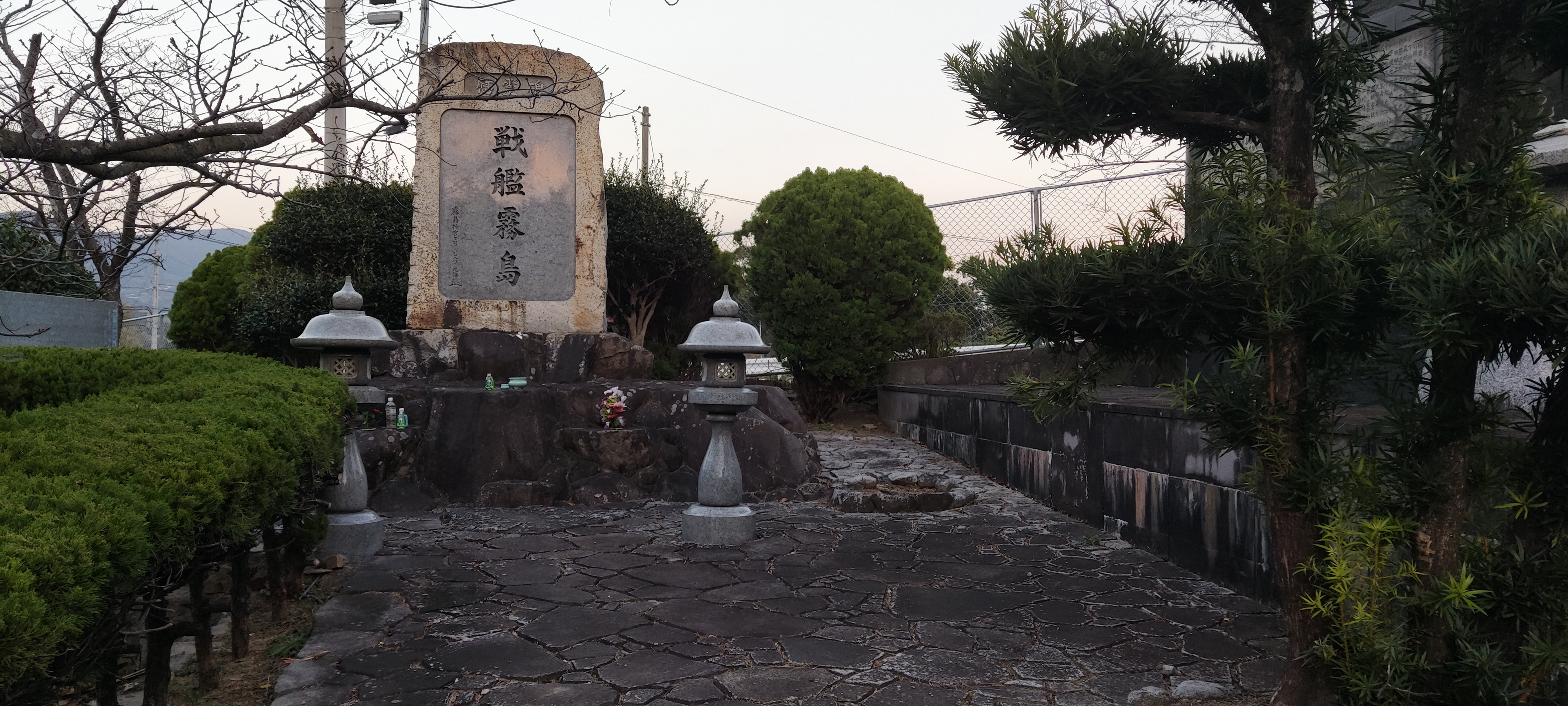
戦艦霧島戦没者慰霊碑（長崎県佐世保市東山町182-1東公園）

## 同型艦
- 金剛 - 比叡 - 榛名